# Unis (zespół muzyczny)
Unis (hangul: 유니스, zapis stylizowany też na: U&iS) – południowokoreański girlsband, założony przez F&F Entertainment poprzez survivalowe reality show Universe Ticket. Grupa składa się z ośmiu członkiń: Elisii, Yunha, Nany, Gehlee, Seowona, Yoony, Kotoko i Hyeonju. Zadebiutowały 27 marca 2024 roku z minialbumem We Unis.

## Nazwa
Nazwa grupy pochodzi od skrótu „U&I Story” oraz „UNiverse Is Started”, co symbolizuje pragnienie grupy, aby kontynuować pisanie własnej historii o spełnieniu marzeń, które rozpoczęły się w Universe Ticket.

## Historia zespołu

### Przed debiutem
Unis powstały dzięki reality show SBS Universe Ticket, który był emitowany od 18 listopada 2023 do 17 stycznia 2024. W programie wzięło udział 82 uczestniczki z całego świata, głównie z Korei Południowej, Japonii, Chin, Tajlandii, Birmy, Wietnamu, Filipin i Kanady, aby rywalizować o debiut w międzynarodowej grupie dziewcząt.
Przed udziałem w programie kilka członkiń już działało w przemyśle rozrywkowym. W 2017 roku Hyeonju była członkinią grupy dziewcząt Good Day pod pseudonimem Lucky i brała udział w programie The Unit: Idol Rebooting Project. Jednak została wyeliminowana w trzeciej rundzie eliminacji i ponownie zadebiutowała w 2020 roku w grupie Cignature pod pseudonimem Belle.
W marcu 2021 roku Yoona dołączyła do grupy muzycznej i kolektywu na YouTube o nazwie Play With Me Club, utworzonego przez PocketTV, a 25 marca 2022 roku zakończyła swoją przygodę z grupą. W październiku 2021 roku Nana brała udział w programie Who Is Princess?. Zajęła czwarte miejsce i zadebiutowała jako członkini pięcioosobowej grupy dziewcząt o nazwie Prikil w maju 2022 roku..

### Od 2024: debiut zWe Unis
18 stycznia 2024 roku ogłoszono, że Unis zadebiutuje w marcu. Później ogłoszono, że grupa zadebiutuje 27 marca 2024 roku z minialbumem We Unis.  27 marca grupa zadebiutowała wydając minialbum We Unis wraz z głównym singlem „Superwoman”.

## Członkinie
| Pseudonim   | Pseudonim | Prawdziwe imię              | Kraj             | Data urodzenia       |
| Latynizacja | Hangul    | Prawdziwe imię              | Kraj             | Data urodzenia       |
| ----------- | --------- | --------------------------- | ---------------- | -------------------- |
| Hyeonju     | 진현주    | Jin Hyeon-ju (kor. 진현주)  | Korea Południowa | 3 listopada 2001     |
| Nana        | 나나      |                             | Japonia          | 6 czerwca 2007       |
| Gehlee      | 젤리      | Gehlee Gimena Dangca        | Filipiny         | 19 sierpnia 2007     |
| Kotoko      | 코토코    |                             | Japonia          | 28 października 2007 |
| Yunha       | 윤하      | Bang Yun-ha (kor. 방윤하)   | Korea Południowa | 28 lutego 2009       |
| Elisia      | 엘리시아  | Elisia Lyrisse C. Parmisano | Filipiny         | 18 kwietnia 2009     |
| Yoona       | 윤아      | Oh Yoon-a (kor. 오윤아)     | Korea Południowa | 7 października 2009  |
| Seowon      | 서원      | Lim Seo-won (kor. 임서원)   | Korea Południowa | 27 stycznia 2011     |

## Dyskografia

### Minialbumy
| Rok  | Dane dot. albumu                                                                           | Najwyższa pozycja | Sprzedaż       |
| Rok  | Dane dot. albumu                                                                           | KOR (Circle)      | Sprzedaż       |
| ---- | ------------------------------------------------------------------------------------------ | ----------------- | -------------- |
| 2024 | We Unis - Wydany: 27 marca 2024 - Wytwórnia: F&F - Format: CD, digital download, streaming | 11                | - KOR: 62 881+ |

### Single
Single cyfrowe
| Rok                                                       | Tytuł        | Najwyższa pozycja | Najwyższa pozycja | Album   |
| Rok                                                       | Tytuł        | KOR               | KOR               | Album   |
| Rok                                                       | Tytuł        | Circle            | Songs             | Album   |
| --------------------------------------------------------- | ------------ | ----------------- | ----------------- | ------- |
| 2024                                                      | „Superwoman” | –                 | –                 | We Unis |
| „–” oznacza, że singiel nie był notowany na danej liście. |              |                   |                   |         |